# Lingua kosrae
La lingua kosrae (in inglese Kosraean) è una lingua micronesiana parlata negli Stati Federati di Micronesia.

## Distribuzione geografica
Secondo l'edizione 2009 di Ethnologue, la lingua è parlata da più di 8.000 persone a Kosrae e nelle Isole Caroline. È attestata anche da migranti a Nauru e negli Stati Uniti d'America.

## Posizione linguistica e archeologica
Il raggruppamento del micronesiano sembra indicare che il "proto-micronesiano" (ossia la lingua comune del gruppo) era parlato da qualche parte nella regione meridionale di Gilbert/Nauru/Kosrae, suggerendo che la Micronesia fosse stata piuttosto colonizzata da est a ovest, all'incirca (Bender 1971).
Il relativo conservatorismo della loro lingua favorirebbe invece le Isole Gilbert come "patria" del protomicronesiano nucleare, ma il sottogruppo, così come l'evidenza lessicale che indica (debolmente) che la "patria" era un'isola alta piuttosto che un atollo (Marck 1994), favoriscono Kosrae come la patria possibile del micronesiano nucleare. L'ubicazione di un'isola elevata sarebbe anche deducibile dal fatto che la ceramica della cultura Lapita è stata prodotta in Micronesia e questa ceramica non può essere prodotta su un atollo (Matthew Spriggs).
Ci sono anche prove linguistiche che la "patria" del gruppo micronesiano potrebbe essere stata colonizzata da Malaita (Isole Salomone) o dal Vanuatu settentrionale, ma nessuna delle due ipotesi è conclusiva (Jackson 1986). Inoltre, ci sono caratteristiche intriganti, condivise dalle lingue della Micronesia e dell'Ammiragliato (Smythe 1970, Jackson 1986).
Le prove archeologiche sulla provenienza dei locutori micronesiani sono vaghe, ma suggeriscono che provenissero dal sud, cioè dalle Isole Salomone, Vanuatu o dalla regione delle Figi/Polinesia occidentale (Ayres 1990). Non ci sono prove archeologiche dalla Micronesia sufficienti per corroborare o minare le altre deduzioni fatte qui (sulle difficoltà dell'archeologia in Micronesia, vedasi Rainbird 1994), ma in base alle prove attuali sembra che la maggior parte della Micronesia sia stata colonizzata circa duemila anni fa.

## Sistema di scrittura
Per la scrittura è utilizzato l'alfabeto latino, introdotto dalla scolarizzazione operata da missionari evangelici.